# 中国轻巡洋舰列表

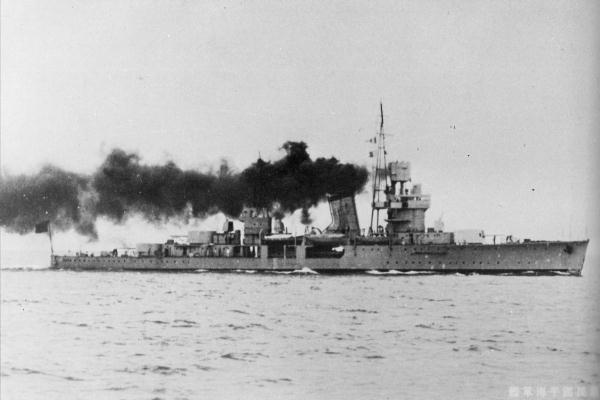
1936年的“平海”号轻巡洋舰

中国轻巡洋舰列表收录自20世纪初中华民国海军开始仿建轻型巡洋舰只后，所有由大中华区政权建造、改装并服役的轻巡洋舰。这其中包括由國民政府领导的中华民国海军以及由中国共产党领导的中国人民解放军海军旗下舰只，共计6艘，分属4个不同的舰级。
20世纪30年代初期，国民政府将从清政府手中继承而来的两艘鱼雷炮舰“建安”号和“建威”号加以改造并重新划分为轻巡洋舰，分别更名为“大同”号和“自强”号。同时也分别从国内外造船厂订造了三艘主炮口径不超过6英寸的巡洋舰，定名为“逸仙”号、“宁海”号和“平海”号。这批轻巡洋舰作为国民政府旗下海军主力舰只，均在1937年参加了抗击日本侵略中国的战争。但在战争初期，所有轻巡洋舰都为国土防御而自沉或者战沉。战沉的三艘较大型的轻巡洋舰之后又被日军俘获并打捞收编重新启用。其中两艘在日军旗下被盟军击沉，另一艘在抗战后被國民政府收回。
二战结束后，英国将一艘林仙级轻巡洋舰偿付给了当时的國民政府。该舰在被接收后更名为“重庆”号。1949年，该舰哗变至中国共产党所领导的中国人民解放军海军旗下，成为中国人民解放军海军历史上唯一的一艘巡洋舰。这批舰只中所有留存下来者最终都在20世纪60年代被拆解。

## 历史
作为19世纪各国海军最重要的舰种之一，巡洋舰发展自风帆战舰时代的单层炮甲板军舰。这一舰种在19世纪中叶逐渐定型，主要负责舰队的警戒、侦查、周边巡弋等任务，有时也会参加海上交通线破坏任务。作为蒸汽动力时期海军中的一种小型高速舰种，以1898年由俄国订购，在德国希肖船厂建造的“诺维克”号（Novik）防护巡洋舰为典型的侦报舰因舰体大于驱逐舰、航速高于小型炮舰，而被英国海军归为巡洋舰范畴，称之为侦察巡洋舰（Scout Cruiser，日本译为“通报舰”、“侦察舰”）。延至20世纪初，侦报舰衍生出了以韦茅斯级、布里斯托级、查塔姆级、伯明翰级以及林仙级为代表的新式巡洋舰，被英国海军统一分类为轻巡洋舰（Light Cruiser）。
1930年4月21日，英、美、法、意、日五国在英国伦敦签署了《限制和削减海军军备条约》，将主炮口径小于6英寸的巡洋舰归类为轻巡洋舰。中华民国成立初期，因经费限制等原因，海军在十多年中未曾新建巡洋舰。南京国民政府成立后，新组建的海军部建造、改造完成了5艘巡洋舰。其中有两艘原本为清政府时期下水的鱼雷炮舰，被民国政府接收后曾被用于北伐运动。20世纪30年代，这两舰接受改造，之后被划分为轻巡洋舰。同一时期，民国政府由安排江南造船所建造了“逸仙”号巡洋舰。此后，又从日本购入了一艘轻巡洋舰名为“宁海”号，并以此仿制了一艘名为“平海”号的姊妹舰，后者也是民国大陆时期由江南造船所建造的吨位最大巡洋舰。
这些巡洋舰的排水量较当时其他海上列强的同类舰只的要小，有些仅和大型炮舰相当。这些轻型巡洋舰是抗日战争全面爆发之前民国政府海军旗下仅有的主力战舰。抗战全面爆发后，这几艘轻巡洋舰全部自沉或者战沉。战后，英国因在战争中于香港征用的几艘民国缉私船沉没而将一艘轻巡洋舰偿付给中华民国政府，这就是“重庆”号。

## 各级概况
依照不同的文献和书籍的记载，同一舰只的分类有所不同；在不同的时期，同一舰只的用途分类也有所变化。其中大同级在清末建成时被归为鱼雷炮舰，但是到了民国时期经过改造后改称为轻巡洋舰。被日军俘获后，分别更名为“五百岛”号和“八十岛”号的“宁海”号以及“平海”号被划分为海防舰，之后又改分为二等巡洋舰。
| 建造者   | 舰只的建造者的名称以及建造时的所在地                 |
| 主炮     | 主炮数量和口径                                       |
| 装甲     | 舰体装甲的最大厚度                                   |
| 排水量   | 作战时舰只满载排水量                                 |
| 推进器   | 传动轴的数量，推进系统的类型、可提供的最高航速和功率 |
| 成本     | 购买或者建造舰艇的费用                               |
| 服役     | 舰只开建和结束建造的日期以及其最终结局               |
| 开建日期 | 开始安放龙骨、开始舰体建造的日期                     |
| 下水日期 | 舰只下水的日期                                       |
| 交付日期 | 舰只交付使用或正式入役的日期                         |
| 结局     | 舰只最终结局（例如沉没、拆解）                       |

### 大同级
“大同”号和“自强”号原本是清末为北洋水师建造的“建安”号和“建威”号两艘鱼雷炮舰。两舰由福建船政所聘的法国人杜亚尔设计，舰身所用钢材、锅炉也是从法国进口。从海外采购原材料后，船政工厂自行进行建造工程。初期以驱逐舰形制设计建造，配备有双联鱼雷发射架。建成时，这两艘军舰是中国国产最早的驱逐舰，也是当时福建船政所造性能最好的舰只。
两舰在建成之初，被编入长江舰队，辛亥革命爆发后被编入海军部第二舰队。北伐战争时期，两舰在北伐军进攻上海市响应起义，以舰炮攻击高庙兵工厂。到1928年时，两舰逐渐被弃置。
1930年1月，南京国民政府海军部开始用1年时间，分别将已经废置的“建安”号和“建威”号改造为轻巡洋舰。改造工程由江南造船厂进行，花费467200国币。改造过程中，火炮装备、锅炉机关、船壳、甲板等均被更改。改造后，两舰的整体排水量增加，航速锐减，火炮口径增大，同时也去掉了鱼雷发射管。完成改造后，两舰被分别更名为“大同”号和“自强”号，编入第一舰队。1937年8月，两舰同其他20多艘军用、民用舰船在江阴自沉以阻塞江面，阻止日军溯江而上。中华人民共和国成立后，地方政府对两舰进行了打捞和拆解。
| 舰名     | 建造者       | 主炮            | 装甲 | 排水量                 | 推进器 | 成本     | 服役         | 服役          | 服役       | 服役                              |
| 舰名     | 建造者       | 主炮            | 装甲 | 排水量                 | 推进器 | 成本     | 开建日期     | 下水日期      | 交付日期   | 结局                              |
| -------- | ------------ | --------------- | ---- | ---------------------- | --- | -------- | ------------ | ------------- | ---------- | --------------------------------- |
| “大同”号 | 大清福州船政 | 2门120（5英寸） | —    | 1,050公噸（1,033長噸） | 2具螺旋桨，4座燃煤水管锅炉驱动2座四涨往复蒸汽机，17節（31每小時；20英里每小時），3,884匹指示馬力（2,896千瓦特） | 63.7万两 | 1899年3月3日 | 1900年3月3日  | 1902年12月 | 1937年8月11日自沉在靖江罗家桥附近 |
| “自强”号 | 大清福州船政 | 2门120（5英寸） | —    | 1,050公噸（1,033長噸） | 2具螺旋桨，4座燃煤水管锅炉驱动2座四涨往复蒸汽机，17節（31每小時；20英里每小時），3,884匹指示馬力（2,896千瓦特） | 63.7万两 | 1898年4月7日 | 1899年1月29日 | 1902年12月 | 1937年8月11日自沉在江阴主航道附近 |

### “逸仙”号

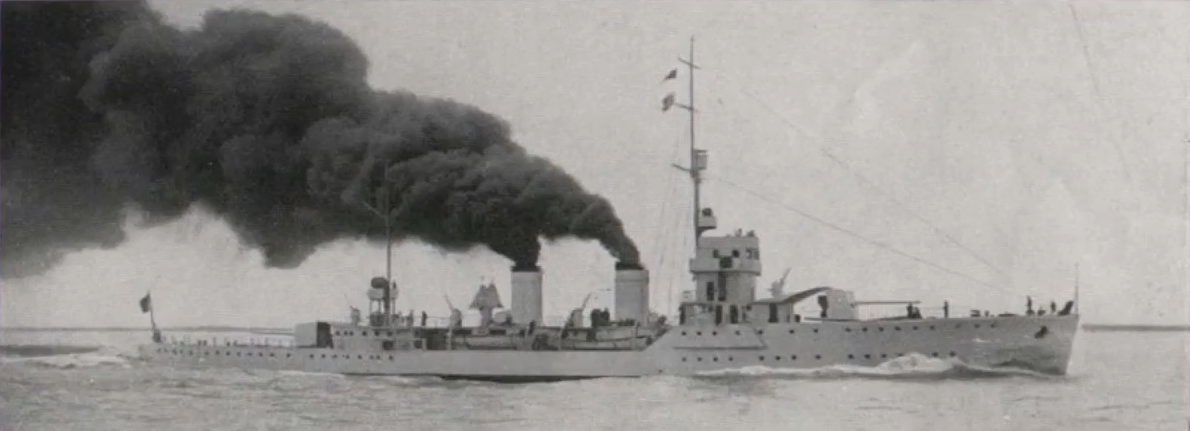
20世纪30年代初期的“逸仙”号

“逸仙”号为江南造船所在民国南京政府时期所新造的第四艘军舰。该舰由叶在馥主持设计，在建造时以近1550吨的排水量为民国政府海军中体量最大。为了彰显特殊，民国海军将其以国父孙文的别号“逸仙”命名。其外形为长艏楼船型，与民国海军此前订购建造的“咸宁”号、“民权”号相似但武器配置更强。舰首装设有1门150毫米主炮，舰尾则安装有1门140毫米副炮。
该舰于1930年4月开建。为了纪念孙文诞辰，该舰在半年紧张建造工作后于1930年11月由时任海军代部长陈绍宽的主持下下水。翌年5月15日开始海试“5月25日”，6月完成海试后于当年底入役，被编入海军第一舰队。
入役后的“逸仙”号直到1933年末才因十九路军起义而首次参与正规军事行动。1937年爆发的抗日战争中，“逸仙”号曾因舰队中其他主力舰只均被重创而作为战时旗舰。9月25日，该舰遭日军第二联合航空队攻击后因舰尾中弹进水且无法修理而被迫放弃，之后沉没在江中。
1938年，“逸仙”号被日军打捞起拖到日本本土维修，之后作为江田岛海军兵学校的练习舰并更名为“阿多田”号。直到二战结束后，该舰才于1946年8月归还至上海。重回民国政府旗下后，该舰又恢复其原名并加入新设立的海防第一舰队成为海军旗舰。1949年渡江战役期间，“逸仙”号从长江突围并撤往台湾。1958年12月，该舰正式退役，翌年年底被出售并拆解报废。
| 舰名     | 建造者             | 主炮                | 装甲   | 排水量                 | 推进器 | 成本        | 服役          | 服役           | 服役          | 服役 |
| 舰名     | 建造者             | 主炮                | 装甲   | 排水量                 | 推进器 | 成本        | 开建日期      | 下水日期       | 交付日期      | 结局 |
| -------- | ------------------ | ------------------- | ------ | ---------------------- | --- | ----------- | ------------- | -------------- | ------------- | --- |
| “逸仙”号 | 中華民國江南造船厂 | 1门150（6英寸）舰炮 | 无装甲 | 1,545公噸（1,521長噸） | 2具螺旋桨，3座桑尼克罗夫特水管锅炉驱动2座三缸三涨立式蒸汽机，19節（35每小時；22英里每小時），4,296匹指示馬力（3,204千瓦特） | 156.4万银元 | 1930年4月10日 | 1930年11月12日 | 1931年5月25日 | 1937年9月25日被日军飞机炸沉，之后打捞起为日军更名“阿多田”号，战后编为国民政府海军旗舰1959年12月31日拆解报废。 |

### 宁海级

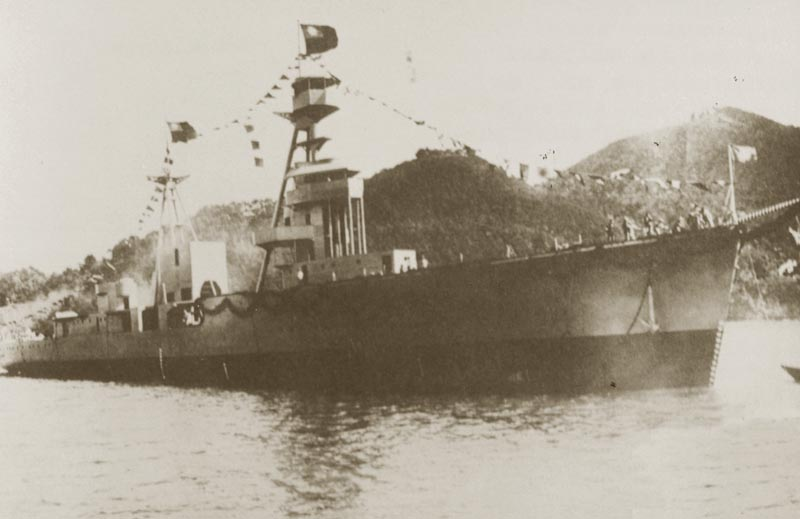
在下水仪式上的“宁海”号

在与大中华造船厂合作争取民国海军“永绥”号的订单时，日本播磨造船所在中国建立起了良好的人脉渠道。在得知中方想要订购新的3000吨级巡洋舰时，播磨造船所立刻提交了设计方案和报价并经过多方进行积极游说。在日本外交、工商业甚至军方以及民国高层的帮助下，播磨造船所以十分符合民国政府当时实力的方案打败了英国维克斯公司的方案。这艘舰的方案在1929年底由民国海军部与建造方一同完成基本的定案。1930年12月双方正式签署了订购合同，并将该舰定名为“宁海”号。
“宁海”号1931年2月在播磨造船所开建，同时民国海军部派出了50多人的监造团队前往日本工厂实地进行考察。在设计和定制的思路上，本舰更倾向于满足培养人才的作用，因此加装了不少在日式轻巡洋舰上不常见的装备，比如一架单座水上侦察机。在建造中途，虽然中日之间爆发了九·一八事变，但是本舰依然在1913年10月下水。在1932年5月中日双方签署停战协定后，“宁海”号也于同年9月正式入役南京国民政府海军第一舰队。
在“宁海”号建造的同时，民国海军海请播磨造船所以该舰为蓝本设计了一艘主要作为旗舰指挥用的军舰。这艘舰只由江南造船所负责建造，播磨造船所则提供技术支持。1931年6月28日，在江南造船厂开建编号645的新舰由陈绍宽亲自出席开工典礼。之后，该舰被正式命名为“平海”号。由于设计思路倾向于作为舰队旗舰负责直接指挥作战任务，“平海”号在上层建筑和武器装备上与“宁海”号有较大不同。原本“宁海”号上搭载水上飞机的机库在“平海”号上被取消，而后者的整体重心也得到了下移。
由于开工后不久就接连发生九·一八和一·二八事变，“平海”号的建造曾一度中断，直至“宁海”号建成归国后才恢复建造。因1934年在日本海军友鹤事件中发现的军舰重心偏高导致的稳定性问题，“平海”号在第一时间就进行了设计修整以提升舰体稳定性。直到1935年9月，“平海”号才下水并开始进一步的舾装工程。第二年10月，该舰前往播磨造船所进行武器装备的安装以及进一步技术装备的安装作业。1937年4月，“平海”号在江南造船所进行了入列电力，正式加入中国海军并取代“宁海”号成为第一舰队旗舰。
两舰在服役后都在首都南京附近驻扎，与其他几艘炮舰一起组成阻击日军进入长江的战力。在江阴海战中，“宁海”号在日军集中攻击下搁浅在靖江八圩港。“平海”号则在镇江十二圩遭到第二波日军战机的攻击而最终侧倾。之后，两舰都被日军占领并打捞起并分别送往日本佐世保和播磨造船所。在经过5年的搁置后“平海”号和“宁海”号分别由吴造船所和播磨造船所重新进行武装和改造。改造后的“宁海”号被改名为“五百岛”号，“平海”号则被更名为“八十岛”号，成为日军物资运输用护航舰队的旗舰。“五百岛”号最终在1944年9月19日在本州岛御前崎南方60海里处被美军“鲥鱼”号潜艇击沉，同年11月被从日本海军中除籍。“八十岛”号1944年11月25日在吕宋岛圣克鲁兹湾海域被美军航母舰载机炸沉，1945年1月被除籍。
| 舰名     | 建造者             | 主炮                    | 装甲        | 排水量                 | 推进器 | 成本            | 服役          | 服役           | 服役         | 服役 |
| 舰名     | 建造者             | 主炮                    | 装甲        | 排水量                 | 推进器 | 成本            | 开建日期      | 下水日期       | 交付日期     | 结局 |
| -------- | ------------------ | ----------------------- | ----------- | ---------------------- | --- | --------------- | ------------- | -------------- | ------------ | --- |
| “宁海”号 | 日本播磨造船所     | 3座双联140（6英寸）舰炮 | 25（1英寸） | 2,600公噸（2,559長噸） | 3具螺旋桨，4座舰本式吕号煤油混烧水管锅炉驱动4缸三涨往复式蒸汽机，30節（56每小時；35英里每小時），10,500匹指示馬力（7,800千瓦特）     | 432万日元       | 1931年2月20日 | 1931年10月10日 | 1931年6月    | 1937年9月23日被日军飞机炸沉于江阴，后被打捞起并改装为日军“五百岛”号，1944年9月19日被美军潜艇“鲥鱼”号击沉于本州岛御前崎南方60海里处 |
| “平海”号 | 中華民國江南造船厂 | 3门140（6英寸）舰炮     | 25（1英寸） | 2,400公噸（2,362長噸） | 2具螺旋桨，4座舰本式燃煤锅炉与1座重油专烧锅炉驱动2台三涨往复式蒸汽机，25節（46每小時；29英里每小時），7,427匹指示馬力（5,538千瓦特） | 764.262万元法币 | 1931年6月28日 | 1935年9月28日  | 1937年4月1日 | 1937年9月23日被日军飞机击伤搁浅，之后打捞起编入汪政府海军，二战后被同盟国接收                                                      |

### “重庆”号

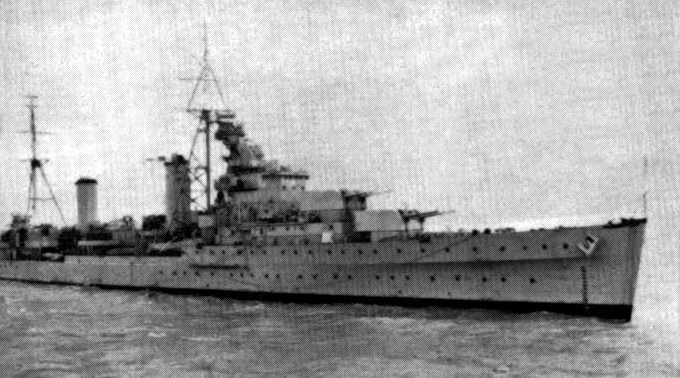
1948年的“重庆”号。

英国皇家海军林仙级轻巡洋舰的第四艘“曙光女神”号（AURORA），也被翻译为“震旦”号或者“黎明女神”号。该舰也是英国海军中第八艘被命名为“AURORA”的军舰，曾参加过追击德军“俾斯麦”号战列舰等多场战斗。该舰曾是英国海军地中海K舰队的旗舰。因抗日战争期间，中国方面留给英国治下香港的6艘海关缉私舰被击沉，1945年8月时英国决定将该舰赠送给中国作为补偿。
为了接收该舰，1942到1946年间民国海军组织了一批官兵专程前往英国学习。1948年5月19日，中英双方在朴茨茅斯举行仪式将“重庆”号巡洋舰和“灵甫”号驱逐舰移交给中国方面。5月26日，两舰启航经过80天航程最终与8月14日抵达南京。10月5日到11月3日期间，该舰受桂永清指挥炮轰塔山。然而到了翌年2月25日，舰长邓兆祥就率全舰官兵于吴淞口起义并在第二天抵达解放军控制下的烟台港。由此，该舰成为解放军旗下第一艘巡洋舰。3月4日，本舰抵达葫芦岛接受时任辽西军区司令员朱军的指挥。两周后，涂装美军机徽的B24型轰炸机从青岛起飞，连续4天轰炸葫芦岛渤海湾内的“重庆”号。该舰最终在19日被炸重伤并在第二天奉命自沉。

战后，该舰在1951年被打捞起重新修复后更名为“北京”号。此后又改为浮动码头并最终与20世纪60年代被拆解。
| 舰名     | 建造者             | 主炮                    | 装甲        | 排水量 （移交至民国海军时）                                  | 推进器 | 成本                                  | 服役                         | 服役          | 服役          | 服役                                                                |
| 舰名     | 建造者             | 主炮                    | 装甲        | 排水量 （移交至民国海军时）                                  | 推进器 | 成本                                  | 开建日期                     | 下水日期      | 交付日期      | 结局                                                                |
| -------- | ------------------ | ----------------------- | ----------- | ------------------------------------------------------------ | --- | ------------------------------------- | ---------------------------- | ------------- | ------------- | ------------------------------------------------------------------- |
| “重庆”号 | 英国朴茨茅斯造船厂 | 3座152（6英寸）双联舰炮 | 70（3英寸） | 5,270公噸（5,187長噸）（标准）6,665公噸（6,560長噸）（满载） | 4具螺旋桨，4座海军型燃油三缸水管锅炉驱动4台帕森斯式齿轮传动蒸汽机，32.25節（59.73每小時；37.11英里每小時），6,400匹指示馬力（4,800千瓦特） | 2259951英镑，由英国海军赠送与民国海军 | 1935年7月23日“1935年6月23日” | 1936年8月20日 | 1948年5月19日 | 1949年2月26日倒戈中国人民解放军海军，1954年退役，20世纪60年代被拆解 |

## 脚注

### 引文
1. 1 2 3 4  陳悦 2017，第317頁
2. ↑  陈悦 2015，第239頁
3. ↑  王义山 2011，序
4. ↑  陈悦 2013，第226頁
5. 1 2 3 4 5 6  陈悦 2013，第227頁
6. 1 2  陈悦 2013，第228頁
7. 1 2 3 4  陳悦 2017，第63頁
8. 1 2 3 4 5 6 7 8 9 10 11 12 13 14  刘传标 2011，第769頁
9. ↑  陆舸 2005，第300頁.
10. 1 2 3  思平 1998，第32頁.
11. ↑  朱新轩, 王顺义 & 陈敬全 2015，第85頁.
12. 1 2 3  袁伟 & 盖生福 1998，第52頁
13. 1 2 3 4 5  陳悦 2017，第70頁
14. ↑  章骞 2012，第185-187頁
15. ↑  Gröner，第ix頁
16. 1 2  刘传标 2011，第768-769頁
17. 1 2  刘传标 2011，第768頁
18. 1 2 3 4 5 6 7 8 9  陳悦 2017，第69頁
19. 1 2  《中国舰艇工业历史资料丛书》编辑部 1994，第937頁
20. 1 2  《中国舰艇工业历史资料丛书》编辑部 1994，第936頁
21. 1 2  陈悦 2015，第216頁
22. ↑  《中国舰艇工业历史资料丛书》编辑部 1994，第925頁
23. 1 2  陈悦 2013，第229頁
24. ↑  陈悦 2013，第231頁
25. 1 2 3 4  《中国舰艇工业历史资料丛书》编辑部 1994，第926頁.
26. ↑  中国海军百科全书编审委员会 1998，第1827頁.
27. ↑  陈悦 2013，第237-238頁
28. ↑  陈悦 2013，第241-242頁
29. ↑  陈悦 2013，第245頁
30. ↑  陈悦 2013，第248頁
31. ↑  陈悦 2013，第248-250頁
32. ↑  陈悦 2013，第251頁
33. 1 2  陈悦 2013，第253頁
34. 1 2 3  张向春 2015，第37頁
35. ↑  陈悦 2013，第254-255頁
36. 1 2  陈悦 2013，第256頁
37. 1 2  《中国舰艇工业历史资料丛书》编辑部 1994，第943頁
38. 1 2 3 4 5 6 7 8  《中国舰艇工业历史资料丛书》编辑部 1994，第926頁
39. ↑  陈悦 2013，第230頁
40. ↑  陈悦 2013，第283頁
41. ↑  陈悦 2013，第282，284頁
42. 1 2  陈悦 2013，第285頁
43. ↑  陈悦 2013，第286頁
44. 1 2  陈悦 2013，第289頁
45. ↑  陈悦 2013，第295-297頁
46. ↑  陈悦 2013，第299-302頁
47. ↑  陈悦 2013，第311頁
48. ↑  陈悦 2013，第325-326頁
49. 1 2 3  陈悦 2013，第326頁
50. ↑  陈悦 2013，第326-327頁
51. ↑  陈悦 2013，第327-328頁
52. ↑  陈悦 2013，第328頁
53. ↑  陈悦 2013，第330-331頁
54. ↑  陈悦 2013，第338-339頁
55. ↑  陈悦 2013，第343頁
56. 1 2  陈悦 2013，第347頁
57. ↑  陈悦 2013，第348頁
58. ↑  陈悦 2013，第348-359頁
59. ↑  陈悦 2013，第359頁
60. ↑  陈悦 2013，第360-362頁
61. ↑  陈悦 2013，第362頁
62. 1 2 3  陈悦 2013，第365頁
63. 1 2  陈悦 2013，第365-366頁
64. 1 2 3 4  章骞 2012，第147頁
65. 1 2 3 4 5  中国海军百科全书编审委员会 1998，第1382頁
66. 1 2  章骞 2012，第150頁
67. 1 2  章骞 2012，第152頁
68. ↑  陈悦 2013，第291頁
69. ↑  陈悦 2013，第310頁
70. ↑  章骞 2012，第149頁
71. ↑  张向春 2015，第16頁
72. ↑  《中国舰艇工业历史资料丛书》编辑部 1994，第945頁
73. 1 2 3  《中国舰艇工业历史资料丛书》编辑部 1994，第927頁
74. 1 2 3  王义山 2011，第176頁
75. ↑  章骞 2012，第159頁
76. ↑  陈悦 2013，第339頁
77. 1 2 3  章骞 2012，第156頁
78. 1 2  章骞 2012，第153頁
79. ↑  章骞 2012，第154頁
80. ↑  陈悦 2013，第334頁
81. 1 2 3  马连喜 2011，第207頁.
82. ↑  刘怡，第216頁
83. ↑  郭金炎 2004，第436頁
84. 1 2 3 4 5 6 7 8  郭金炎 2004，第436頁.
85. ↑  陈益民 & 江沛 2003，第20頁.
86. 1 2 3 4 5 6 7  日本海人社 & 世界近代巡洋舰史，第148頁
87. ↑  日本海人社 & 世界近代巡洋舰史，第85頁
88. 1 2 3 4 5  牛建军 & 赵斌 2014，第77頁
89. 1 2 3 4  现代舰船杂志社 2017，第48頁
90. ↑  陳悦 2017，第316頁
91. ↑  陈悦 2016，第145頁
92. ↑  陈悦 2016，第150頁
93. ↑  现代舰船杂志社 2017，第48頁

## 期刊来源
- 思平. . 海洋世界 = Ocean World. 1998, (1): 31-32. ISSN 1001-5043 （中文（中国大陆））.
- 王义山. . 舰船知识 = NAVAL & MERCHANT SHIPS (北京: 舰船知识杂志社). 2011, (增刊). ISSN 1000-7148 （中文（中国大陆））.
- 现代舰船杂志社. . 现代舰船 (现代舰船杂志社). 2017. ISSN 1003-2339 （中文（中国大陆））.